# Canthon ebenus
Canthon ebenus là một loài bọ cánh cứng trong họ Bọ hung (Scarabaeidae).